# Heiri Suter
Heinrich Suter, detto Heiri (Gränichen, 10 luglio 1899 – Bülach, 6 novembre 1978), è stato un ciclista su strada e pistard svizzero, professionista dal 1918 al 1946.
In carriera ha vinto il Giro delle Fiandre, la Parigi-Roubaix, sei volte il Campionato di Zurigo e due Parigi-Tours.

## Carriera
Nato in una famiglia di ciclisti, i suoi cinque fratelli infatti furono tutti ciclisti, fu il primo ciclista straniero a vincere il Giro delle Fiandre nel 1923, ma nel suo palmarès figurano anche due Parigi-Tours, una Parigi-Roubaix e due Grand Prix Wolber.
Si aggiudicò molte corse nella natia Svizzera, tra le quali Grand Prix Aurore, Giro del Lago Limosio, diversi criterium, cinque campionati nazionali e sei volte la Meisterschaft von Zürich.

## Palmarès

### Strada
- 1918 (Indipendente, una vittoria)

Zurigo-Berna
- 1919 (Indipendente, una vittoria)

Meisterschaft von Zürich
- 1920 (Stucchi, tre vittorie)

Nordwest-Schweizer-Rundfahrt
Campionati svizzeri, Prova in linea
Meisterschaft von Zürich
- 1921 (Indipendente, quattro vittorie)

Geneve-Zurich
Campionati svizzeri, Prova in linea
Nordwest-Schweizer-Rundfahrt
- 1922 (Gürtner-Hutchinson, cinque vittorie)

Meisterschaft von Zürich
2ª tappa Parigi-Saint Etienne
Nordwest-Schweizer-Rundfahrt
Campionati svizzeri, Prova in linea
Grand Prix Wolber
- 1923 (Gürtner-Hutchinson, tre vittorie)

Paris-Roubaix
Ronde van Vlaanderen
Nordwest-Schweizer-Rundfahrt
- 1924 (Gürtner-Hutchinson, quattro vittorie)

Zurich-La Chaux de Fonds
3ª tappa Bordeaux-Marseille
Meisterschaft von Zürich
Tour du Lac Léman
- 1925 (Griffon-Dunlop, due vittorie)

Bordeaux-Parigi
Grand Prix Wolber
- 1926 (Olympique-Wolber, cinque vittorie)

Parigi-Tours
Rund um Köln
Campionati svizzeri, Prova in linea
Frankfurt Rundfahrt
Wurtemberg Rundfahrt
- 1927 (Olympique-Wolber, tre vittorie)

Parigi-Tours
Tour du Lac Léman
Frankfurt Rundfahrt
- 1928 (Dilecta, una vittoria)

Meisterschaft von Zürich
- 1929 (Genial Lucifer, cinque vittorie)

Meisterschaft von Zürich
Nordwest-Schweizer-Rundfahrt
Tour du Lac Léman
Campionati svizzeri, Prova in linea
Circuit Franco-Suisse
- 1930 (Genial Lucifer, una vittoria)

Tour du Lac Léman

#### Altri successi
- 1921 (Indipendente)

Grand Prix Aurore (Criterium)
- 1922 (Gürtner-Hutchinson)

Circuit de la Montagne-Pontarlier
Circuit du Canton Vaudis
Circuit du Neuchatel
Circuit du Fribourg
Muenchen-Zuerich (Criterium)
- 1923 (Gürtner-Hutchinson)

Circuit du Genève (Criterium)
Muenchen-Zuerich (Criterium)
- 1924 (Gürtner-Hutchinson)

Grand Prix Giffon
Circuit de Champagne
- 1925 (Griffon-Dunlop)

Circuit du Canton Vaudis
Circuit de Champagne
- 1926 (Olympique-Wolber)

Grand Prix Yverdon
Circuit d la Montagne
- 1927 (Olympique-Wolber)

Grand Prix Yverdon

### Pista
- 1932

Campionato Svizzero di Mezzofondo
- 1933

Campionato Svizzero di Mezzofondo

## Piazzamenti

### Classiche
- Milano-Sanremo

1927: 5º
1929: 26º
1938: 97º
- Giro delle Fiandre

1923: vincitore
- Parigi-Roubaix

1920: 13º
1923: vincitore
1924: 7º
1925: 5º
1930: 6º
- Giro di Lombardia

1919: 3º
1921: 7º

### Competizioni mondiali
- Campionati del mondo

Nürburgring 1927 - In linea: ritirato
Budapest 1928 - In linea: ritirato
Zurigo 1929 - In linea: 12º
Liegi 1930 - In linea: 16º